# Saxicola torquatus
La tarabilla africana (Saxicola torquatus) es una especie de ave paseriforme de la familia Muscicapidae propia de África. Es un taxón controvertido que en el pasado incluía especies tanto de Europa como de África.

## Distribución
Las formas de tarabilla común consideradas europeas (o Saxicola rubicola) se distribuyen por la mayor parte de Europa occidental y de la cuenca mediterránea (incluyendo el norte de África y el Medio Oriente hasta Irán), y no realizan grandes desplazamientos. Las tarabillas comunes consideradas como asiáticas (o Saxicola maurus) se distribuyen desde Irán hacia el este, por toda Asia Central y Siberia, hasta llegar a China y Japón y el sudeste asiático, y realizan migraciones hacia las zonas meridionales de su área.
Las formas de tarabilla común consideradas entre las africanas tienen una distribución irregular esparcida por muchas partes del sur de África, y más localmente en el norte de Senegal y Etiopía, con poblaciones fuera de África en las montañas del sudoeste de Arabia, en Madagascar y la isla Gran Comora. Las tarabillas africanas no son migratorias, si se mueven lo hacen sólo localmente; como resultado han desarrollado muchas variaciones regionales, por lo que se dividen en muchas subespecies, una de las cuales es muy distintiva y puede merecer reconocimiento como especie separada.

## Descripción
Los machos tienen  la cabeza negra, un medio collar blanco, la espalda negra, la rabadilla blanca, y la cola negra; las alas son negras con un gran parche blanco en la parte interna anterior. La parte superior del pecho es mayormente (pero con diferencias entre las subespecies, ver más adelante)  rojo-anaranjado oscuro, con transición abrupta o gradual a blanco o anaranjado claro en la parte inferior del pecho y en la barriga. Las hembras tienen castaño en vez de negro por el dorso y en la cabeza con una vaga línea de ceja más clara, por abajo de color parduzco en vez de anaranjado, y en las alas menos blanco. El plumaje de ambos sexos es en el periodo no reproductivo de color más opaco y desigual.

## Taxonomía
En el pasado esta en esta especie se clasificaba un complejo que se extendía por toda Eurasia y África, y fue escindido en cuatro especies. Las antiguas subespecies son actualmente reconocidas por todos como especies independientes: la tarabilla común (S. rubicola), la tarabilla siberiana (S. maurus), la tarabilla de Stejneger (S. stejnegeri), además de las anteriormente escididas: la tarabilla canaria (S. dacotiae), la de Reunión (S. tectes) y la tarabilla de Madagascar (S. sibilla).
En cambio otras especies propuestas como la tarabilla europea Saxicola rubicola (S. t. rubicola) o la tarabilla siberiana Saxicola maurus (S. t. maurus) no han sido todavía aceptadas por algunos organismos, aunque si por otros, y el Grupo de Trabajo Taxonómico de BirdLife International las tiene en revisión.

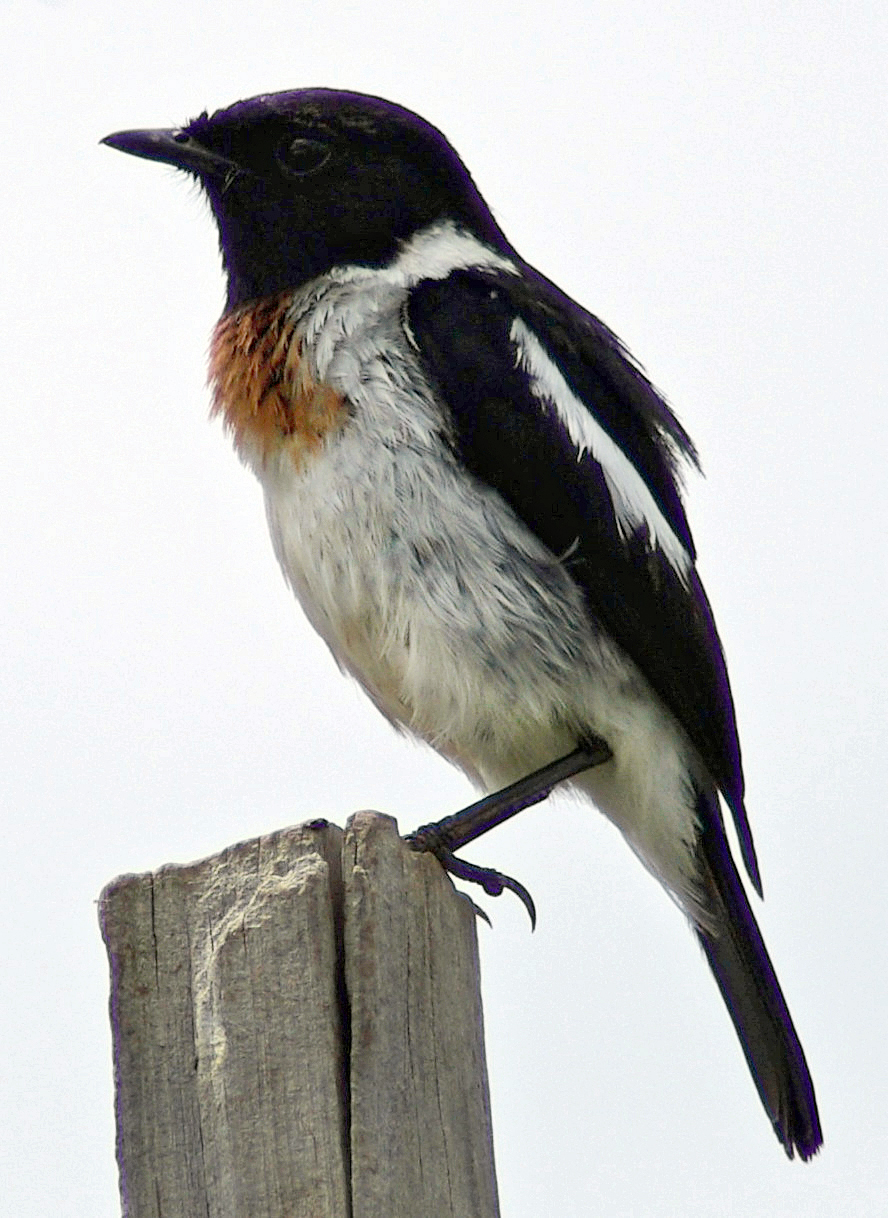
S. t. axillaris en Kenia

### Subespecies
Componentes en el sentido amplio de "tarabilla común":
- Saxicola torquatus torquatus Linnaeus, 1766 Oriente de Sudáfrica.
- Saxicola torquatus clanceyi Latimer, 1961 Occidente de Sudáfrica.
- Saxicola torquatus stonei Bowen, 1932 Centro del sur de África, desde el extremo norte de Sudáfrica hasta el norte República Democrática del Congo y el sudoeste de Tanzania.
- Saxicola torquatus oreobates Clancey, 1956 A gran altura en el Drakensberg y otras montañas de Lesoto y las inmediaciones en la vecina Sudáfrica.
- Saxicola torquatus promiscuus Hartert, 1922 Occidente de Mozambique, oriente de Zambia, Tanzania central. Rojo-anaranjado muy limitado en la parte más superior del pecho solamente.
- Saxicola torquatus altivagus Clancey, 1988 Oriente de Zimbabue, Mozambique, Malaui. Antes incluida dentro de S. t. promiscua, y muy similar a ella.
- Saxicola torquatus axillaris Shelley, 1884 Kenia, Uganda, noroeste de Tanzania, Ruanda, Burundi, oriente de la República Democrática del Congo
- Saxicola torquatus salax J. Verreaux y E. Verreaux, 1851 Occidente de Gabón, Congo, República Democrática del Congo y norte de Angola.
- Saxicola torquatus adamauae Grote, 1922 Camerún.
- Saxicola torquatus pallidigula Reichenow, 1892 A gran  altura en el Monte Camerún, Camerún. La subespecie más grande.
- Saxicola torquatus moptanus Bates, 1932 Irregularmente dispersa en el occidente de la región de Sahel desde el norte de Senegal al este hasta  Níger. La subespecie más pequeña.
- Saxicola torquatus nebularum Bates, 1930 África occidental tropical desde Sierra Leona al este de Costa de Marfil. Rojo-anaranjado extenso en el pecho y también en los flancos.
- Saxicola torquatus jebelmarrae Lynes, 1920 Darfur, Sudán.
- Saxicola torquatus felix Bates, 1936 Sudoeste de  Arabia Saudita y oeste de Yemen.
- Saxicola torquatus voeltzkowi Grote, 1926 Isla Gran Comora.
- Saxicola torquatus albofasciatus Rüppell, 1845 Tierras altas de Etiopía. Muy distinta, probablemente una especie separada; pecho superior negro, no rojo-anaranjado como los demás.

### Nuevos hallazgos taxonómicos
La tarabilla común en el sentido amplio que excluye a S. dacotiae y S. tectes pero  incluye a las subespecies S. t. rubicola y S. t. maurus resulta parafilética según múltiples estudios realizados con secuenciación de ADN
Un estudio de 2008 con análisis de datos combinados de secuencias nucleotídicas de los genes mitocondriales  de la subunidad 2 de la NADH deshidrogenasa y del citocromo b, de algunas de las tarabillas miembros del complejo de especies "Saxicola torquatus" (maurus, dacotiae, rubicola, axillaris, sibila y tectes) y dos especies cercanas (S. rubetra y S. caprata) confirma los estudios anteriores menos extensos con secuenciación. Se halló la existencia de dos linajes, uno euroasiático que incluye las formas dacotiae, rupicola y maura, y otro del África subsahariana que incluye a las formas axillaris, sibilla y tectes. Una filogenia basada en esos estudios se presenta así:
|  | Saxicola torquatus axillaris                                                   |
|  |                                                                                |
|  | \| \| Saxicola tectes \| \| \| \| \| \| Saxicola torquatus sibilla \| \| \| \| |
|  |                                                                                |
|  | Saxicola tectes                                                                |
|  |                                                                                |
|  | Saxicola torquatus sibilla                                                     |
|  |                                                                                |

|  | Saxicola tectes            |
|  |                            |
|  | Saxicola torquatus sibilla |
|  |                            |

|  | \| \| Saxicola [t.] rubicola \| \| \| \| \| \| Saxicola dacotiae \| \| \| \| |
|  |                                                                              |
|  | Saxicola [t.] maurus                                                         |
|  |                                                                              |
|  | Saxicola [t.] rubicola                                                       |
|  |                                                                              |
|  | Saxicola dacotiae                                                            |
|  |                                                                              |

|  | Saxicola [t.] rubicola |
|  |                        |
|  | Saxicola dacotiae      |
|  |                        |

|  | Saxicola torquatus axillaris                                                   |
|  |                                                                                |
|  | \| \| Saxicola tectes \| \| \| \| \| \| Saxicola torquatus sibilla \| \| \| \| |
|  |                                                                                |
|  | Saxicola tectes                                                                |
|  |                                                                                |
|  | Saxicola torquatus sibilla                                                     |
|  |                                                                                |

|  | Saxicola tectes            |
|  |                            |
|  | Saxicola torquatus sibilla |
|  |                            |

|  | \| \| Saxicola [t.] rubicola \| \| \| \| \| \| Saxicola dacotiae \| \| \| \| |
|  |                                                                              |
|  | Saxicola [t.] maurus                                                         |
|  |                                                                              |
|  | Saxicola [t.] rubicola                                                       |
|  |                                                                              |
|  | Saxicola dacotiae                                                            |
|  |                                                                              |

|  | Saxicola [t.] rubicola |
|  |                        |
|  | Saxicola dacotiae      |
|  |                        |

|  | Saxicola torquatus axillaris                                                   |
|  |                                                                                |
|  | \| \| Saxicola tectes \| \| \| \| \| \| Saxicola torquatus sibilla \| \| \| \| |
|  |                                                                                |
|  | Saxicola tectes                                                                |
|  |                                                                                |
|  | Saxicola torquatus sibilla                                                     |
|  |                                                                                |

|  | Saxicola tectes            |
|  |                            |
|  | Saxicola torquatus sibilla |
|  |                            |

|  | \| \| Saxicola [t.] rubicola \| \| \| \| \| \| Saxicola dacotiae \| \| \| \| |
|  |                                                                              |
|  | Saxicola [t.] maurus                                                         |
|  |                                                                              |
|  | Saxicola [t.] rubicola                                                       |
|  |                                                                              |
|  | Saxicola dacotiae                                                            |
|  |                                                                              |

|  | Saxicola [t.] rubicola |
|  |                        |
|  | Saxicola dacotiae      |
|  |                        |

|  | Saxicola torquatus axillaris                                                   |
|  |                                                                                |
|  | \| \| Saxicola tectes \| \| \| \| \| \| Saxicola torquatus sibilla \| \| \| \| |
|  |                                                                                |
|  | Saxicola tectes                                                                |
|  |                                                                                |
|  | Saxicola torquatus sibilla                                                     |
|  |                                                                                |

|  | Saxicola tectes            |
|  |                            |
|  | Saxicola torquatus sibilla |
|  |                            |

|  | \| \| Saxicola [t.] rubicola \| \| \| \| \| \| Saxicola dacotiae \| \| \| \| |
|  |                                                                              |
|  | Saxicola [t.] maurus                                                         |
|  |                                                                              |
|  | Saxicola [t.] rubicola                                                       |
|  |                                                                              |
|  | Saxicola dacotiae                                                            |
|  |                                                                              |

|  | Saxicola [t.] rubicola |
|  |                        |
|  | Saxicola dacotiae      |
|  |                        |

|  | Saxicola torquatus axillaris                                                   |
|  |                                                                                |
|  | \| \| Saxicola tectes \| \| \| \| \| \| Saxicola torquatus sibilla \| \| \| \| |
|  |                                                                                |
|  | Saxicola tectes                                                                |
|  |                                                                                |
|  | Saxicola torquatus sibilla                                                     |
|  |                                                                                |

|  | Saxicola tectes            |
|  |                            |
|  | Saxicola torquatus sibilla |
|  |                            |

|  | \| \| Saxicola [t.] rubicola \| \| \| \| \| \| Saxicola dacotiae \| \| \| \| |
|  |                                                                              |
|  | Saxicola [t.] maurus                                                         |
|  |                                                                              |
|  | Saxicola [t.] rubicola                                                       |
|  |                                                                              |
|  | Saxicola dacotiae                                                            |
|  |                                                                              |

|  | Saxicola [t.] rubicola |
|  |                        |
|  | Saxicola dacotiae      |
|  |                        |

|  | Saxicola torquatus axillaris                                                   |
|  |                                                                                |
|  | \| \| Saxicola tectes \| \| \| \| \| \| Saxicola torquatus sibilla \| \| \| \| |
|  |                                                                                |
|  | Saxicola tectes                                                                |
|  |                                                                                |
|  | Saxicola torquatus sibilla                                                     |
|  |                                                                                |

|  | Saxicola tectes            |
|  |                            |
|  | Saxicola torquatus sibilla |
|  |                            |

|  | \| \| Saxicola [t.] rubicola \| \| \| \| \| \| Saxicola dacotiae \| \| \| \| |
|  |                                                                              |
|  | Saxicola [t.] maurus                                                         |
|  |                                                                              |
|  | Saxicola [t.] rubicola                                                       |
|  |                                                                              |
|  | Saxicola dacotiae                                                            |
|  |                                                                              |

|  | Saxicola [t.] rubicola |
|  |                        |
|  | Saxicola dacotiae      |
|  |                        |

|  | Saxicola torquatus axillaris                                                   |
|  |                                                                                |
|  | \| \| Saxicola tectes \| \| \| \| \| \| Saxicola torquatus sibilla \| \| \| \| |
|  |                                                                                |
|  | Saxicola tectes                                                                |
|  |                                                                                |
|  | Saxicola torquatus sibilla                                                     |
|  |                                                                                |

|  | Saxicola tectes            |
|  |                            |
|  | Saxicola torquatus sibilla |
|  |                            |

|  | \| \| Saxicola [t.] rubicola \| \| \| \| \| \| Saxicola dacotiae \| \| \| \| |
|  |                                                                              |
|  | Saxicola [t.] maurus                                                         |
|  |                                                                              |
|  | Saxicola [t.] rubicola                                                       |
|  |                                                                              |
|  | Saxicola dacotiae                                                            |
|  |                                                                              |

|  | Saxicola [t.] rubicola |
|  |                        |
|  | Saxicola dacotiae      |
|  |                        |

|  | Saxicola torquatus axillaris                                                   |
|  |                                                                                |
|  | \| \| Saxicola tectes \| \| \| \| \| \| Saxicola torquatus sibilla \| \| \| \| |
|  |                                                                                |
|  | Saxicola tectes                                                                |
|  |                                                                                |
|  | Saxicola torquatus sibilla                                                     |
|  |                                                                                |

|  | Saxicola tectes            |
|  |                            |
|  | Saxicola torquatus sibilla |
|  |                            |

|  | \| \| Saxicola [t.] rubicola \| \| \| \| \| \| Saxicola dacotiae \| \| \| \| |
|  |                                                                              |
|  | Saxicola [t.] maurus                                                         |
|  |                                                                              |
|  | Saxicola [t.] rubicola                                                       |
|  |                                                                              |
|  | Saxicola dacotiae                                                            |
|  |                                                                              |

|  | Saxicola [t.] rubicola |
|  |                        |
|  | Saxicola dacotiae      |
|  |                        |

En esta filogenia se observa parafilia en S. torquatus, en el sentido amplio de "tarabilla común" respecto a S. tectes y S. dacotiae o en el estrecho de "tarabilla africana" respecto a S. tectes. La especie resulta parafílica porque tiene componentes en ramas separadas que comparten con otras especies reconocidas. De esta filogenia, y de los datos de distancia genética obtenidos (similares a las que separan a las especies dentro de otros grupos cercanos en parentesco) se desprende que todos los miembros estudiados del grupo merecen considerase en especies separadas. Pero además estos taxones  difieren no sólo en términos genéticos,  sino también en la distribución alopátrica (es decir  en territorios que no se superponen), en términos de ecología, fisiología, y morfología, por lo que pueden considerarse especies distintas.
En los casos de S. t. axillaris y S. t. sibilla aún se requieren estudios adicionales de otras subespecies subsaharianas, en especial de S. t. torquatus, para poder definir los grupos de taxones hermanos y asignar los nombres específicos respectivos a las dos o más especies que necesitan nueva designación para resolver la parafilia encontrada. Es muy probable, por la parafilia y por las distancias genéticas respecto a formas vecinas (4,3-5,3%) en un contexto de aislamiento insular, que a la forma malgache S. t. sibilla se le asigne el estatus de especie: Saxicola sibilla (Linnaeus, 1766). S. t. axillaris es la única subespecie de África continental subsahariana que ha sido estudiada genéticamente y se supone que las subsaharianas continentales formarían por lo menos una especie, la S. torquata.
Componentes en el sentido de "tarabilla africana":
Las subespecies de tarabillas africanas subsaharianas difieren ligeramente en tamaño, y más en la extensión del rojo-anaranjado en el pecho superior de los machos, y en que el pecho inferior sea blanco con borde distinguible del pecho superior, o anaranjado claro de borde difuso con el color más oscuro arriba. La extensión del rojo-anaranjado también varía con la época del año, a menudo extendiéndose a la barriga fuera del periodo reproductivo. Las subespecies de tarabilla africana incluyen a todas las mencionadas antes en la lista de subespecies excepto S. [t.] maura y S. [t.] rupicola.

### Parentescos
El pariente vivo más cercano de la forma africana (si consideramos dentro a la tarabilla malgache S. t. sibilla) es la tarabilla de la Isla Reunión  (Saxicola tectes). Estas dos forman un linaje africano-subsahariano que divergieron entre sí en el Plioceno tardío aproximadamente 2,5 millones de años atrás; Reunión fue colonizada inmediatamente después.
La reciente propuesta de separación como especies de los linajes africano, europeo y asiático,  se basó en el análisis de secuencias del citocromo b en ADN mitocondrial y de secuencias de huella genética con microsatélites de ADN nuclear de especímenes de la subespecie Saxicola torquatus axillaris pero no de S. t. torquatus, y por error inicial,  esta subespecie fue brevemente conocida como S. axillaris, cuando todavía no se ha estudiado la subespecie tipo vecina del sureste de África.